# Semisulcospira morii
Semisulcospira morii is een slakkensoort uit de familie van de Semisulcospiridae. De wetenschappelijke naam van de soort werd voor het eerst geldig gepubliceerd in 1984 door Watanabe.